# Rivas megye
Rivas egy megye Nicaraguában, székhelye Rivas.

## Földrajz
A megye az ország déli részén található. Hozzá tartozik a Nicaragua-tó egy része és a tóban található Ometepe sziget teljes egészében. A megyeszékhely Rivas.
10 községből áll:
1. Altagracia
2. Belén
3. Buenos Aires
4. Cárdenas
5. Moyogalpa
6. Potosí
7. Rivas
8. San Jorge
9. San Juan del Sur
10. Tola